# Smaug
Smaug – postać ze stworzonej przez J.R.R. Tolkiena mitologii Śródziemia. Był ognistym skrzydlatym smokiem, największym przedstawicielem tego gatunku w Trzeciej Erze, głównym przedstawicielem sił zła w Hobbicie. Wypędził krasnoludów z Samotnej Góry i zagarnął ich bogactwa. Zginął podczas ataku na Esgaroth 1 listopada 2941 roku.
Pewne informacje na jego temat znajdują się też w Dodatkach do Władcy Pierścieni oraz w Niedokończonych opowieściach.

## Opis postaci

### Zdobycie Ereboru
Pochodził ze Zwiędłych Wrzosowisk, rozciągających się w pobliżu gór Ered Mithrin. Będąc jeszcze stosunkowo młodym smokiem, znęcony wieściami o bogactwie krasnoludów z Samotnej Góry, zaatakował ich siedzibę w 2770 roku. Zdobył ją i wypędził dotychczasowych mieszkańców, zabijając wielu spośród nich. Spustoszył całą okolicę i zniszczył sąsiednie miasto ludzi, Dale.
W swojej nowej siedzibie ze wszystkich krasnoludzkich skarbów usypał wielki kopiec, na którym się wylegiwał. Przez następne sto siedemdziesiąt jeden lat Smaug w spokoju cieszył się zagrabionymi bogactwami, dorastając i rosnąc w siłę. Spędzał czas najczęściej na wylegiwaniu się na kopcu, lecz spał czujnie, gotów zabić każdego, kto zbliżyłby się do jego skarbu.

### Wyprawa Thorina i śmierć smoka
Smaug, choć nie opuszczał Ereboru, wzbudził wielkie zaniepokojenie Gandalfa Szarego. Czarodziej zdawał sobie sprawę, że potwór może zostać wykorzystany przez Saurona do zniewolenia całego Rhovanionu, a nawet uderzenia na Eriador i zniszczenia Rivendell. Gdy więc wiosną 2941 roku spotkał Thorina Dębową Tarczę, prawowitego władcę Samotnej Góry, który pragnął dokonać zemsty na smoku, pomógł mu w zorganizowaniu wyprawy na wschód.
Ostatecznie kompanii Thorina po wielu przygodach udało się dotrzeć do siedziby przodków. Jeden z uczestników wyprawy, hobbit Bilbo Baggins, przez tajny tunel dostał się do wnętrza góry, by dokonać zwiadu. Niewidzialny dzięki magicznemu pierścieniowi zdołał też ukraść złoty puchar. Rozwścieczony Smaug po zauważeniu zniknięcia pucharu zaczął szukać „złodzieja”.
Gdy więc Bilbo ponownie zszedł do podziemi, pragnąc znaleźć jakiś słaby punkt bestii, Smaug wyczuł jego obecność i zaczął z nim rozmawiać. Choć hobbit używając zagadek starał się nie zdradzić swojego pochodzenia, smok domyślił się, że towarzyszy krasnoludom, którym pomogli ludzie z Esgaroth. Zdał sobie również sprawę, gdzie znajduje się wejście do tunelu.
Opuściwszy podziemia zniszczył tajne wrota, choć nie zdołał zabić żadnego z towarzyszy Thorina. Następnie Smaug poleciał do Esgaroth, chcąc ukarać jego mieszkańców. Zaatakował miasto i częściowo podpalił, lecz został trafiony strzałą wystrzeloną przez Barda Łucznika, potomka Giriona, dawnego władcy Dale. Śmiertelnie raniony runął na Esgaroth, całkowicie niszcząc miasto i wpadając w toń Długiego Jeziora.

### Charakterystyka Smauga
Smauga cechowały przymioty typowe dla jego gatunku. Był chciwy, miał ostre zęby i pazury oraz czuły węch. Umiał mówić i znał język westron, a jego głos i wzrok miały moc omamiania innych osób.

Oto leży tu olbrzymi, czerwonozłocisty smok, pogrążony w głębokim śnie; z paszczy i z nozdrzy dobywa się pomruk i kłęby dymu, lecz podczas snu potwora ogień ledwie się tli w jego wnętrznościach. Pod nim, nakryte jego cielskiem i wielkim zwiniętym ogonem, (...) piętrzą się niezliczone drogocenne przedmioty (...). Smaug leżał ze złożonymi skrzydłami niby ogromny nietoperz, obrócony trochę bokiem, tak że hobbit widział jego ciało od spodu: długi, blady brzuch oprószony drogimi kamieniami i okruchami złota, które wbiły się mu w skórę od stałego wylegiwania się na tym łożu bogactw.

W ten sposób potwór miał zapewnioną ochronę tej wrażliwej części ciała. Jednak w okolicy serca pozostał spory płat nagiej skóry, co zauważył Bilbo. Właśnie tam trafił strzałą Bard, uprzedzony o słabym punkcie bestii przez drozda, który usłyszał o tej słabości bestii od hobbita.

### Przydomki i imię
Nazywano go również Smaugiem Złotym. Bilbo, podczas rozmowy z nim, określał potwora także innymi przydomkami: Smaug Groźny; Smaug, pierwsza i najgorsza plaga świata; Smaug potężny; Smaug, bogacz nad bogaczami; Smaug, którego nie ima się żaden oręż; Jego Magnificencja.
Według fikcyjnej etymologii Tolkiena oryginalne imię smoka w języku mieszkańców Dale brzmiało Trágu. Pisarz zastąpił je słowem smaug, będącym formą czasu przeszłego od pierwotnego, germańskiego czasownika smeugan (staronordyckie smjúga, forma przeszła smaug), który znaczy przeciskać się przez dziurę. W początkowych stadiach pisania Hobbita smok nosił inne imię – Pryftan.

## Inspiracje Tolkiena
Jeden z czytelników Hobbita w liście opublikowanym w The Observer 16 stycznia 1938 roku zwrócił uwagę, że scena z kradzieżą pucharu Smauga, oparta jest na podobnym wydarzeniu z poematu Beowulf. Sam Tolkien w odpowiedzi wydrukowanej w tej gazecie 20 lutego stwierdził, że nie był to celowy zabieg:

„Beowulf” znajduje się wśród moich najcenniejszych źródeł, chociaż nie myślałem o nim świadomie podczas pisania, kiedy to epizod z kradzieżą zrodził się w sposób naturalny (i nieomal nieuchronny) z poprzedzających go okoliczności.

Z kolei w liście z 1949 roku, dotyczącym w głównej mierze książki Rudy Dżil i jego pies, Tolkien przyznał, że Smaug i rozmowa Bilba z nim, mocno opiera się na postaci smoka Fafnira z opowieści o Sigurdzie.

## Ekranizacja Petera Jacksona
W ekranizacji Hobbita reżyserii Petera Jacksona brytyjski aktor Benedict Cumberbatch zagrał Smauga poprzez mocap i podłożenie głosu.